# Володята
Володя́та (рос. Володята) — присілок у складі Афанасьєвського району Кіровської області, Росія. Входить до складу Бісеровського сільського поселення.
Населення становить 21 особа (2010, 28 у 2002).
Національний склад станом на 2002 рік — росіяни 96 %.